# Онищенки (Решетиловский район)
Онищенки (укр. Онищенки) — село,
Шиловский сельский совет,
Решетиловский район,
Полтавская область,
Украина.
Код КОАТУУ — 5324285702. Население по переписи 2001 года составляло 249 человек.
Образованы слиянием после 1945 года населеных пунктов: Онищенки, Балацы, Вокзальные и Терещенки (анклав).
Терещенки есть на специальной карте Западной части России Шуберта 1826-1840 годов 

## Географическое положение
Село Онищенки находится на левом берегу реки Бакай,
ниже по течению на расстоянии в 2,5 км расположено село Паненки, на противоположном берегу — село Шиловка.